# Borrelia
Borrelia – rodzaj bakterii należący do rodziny Borreliaceae, rzędu Spirochaetales. Są to krętki, czyli bakterie o kształcie spiralnym, zdolne do ruchu za pomocą osiowych filamentów. Niektóre gatunki z tego rodzaju są patogenne i wywołują choroby u ludzi oraz zwierząt.

## Charakterystyka
Bakterie z rodzaju Borrelia są Bakterie Gram-ujemne i mają spiralny kształt. Posiadają unikalną strukturę ruchową – tzw. filamenty osiowe, które biegną pomiędzy błoną cytoplazmatyczną a zewnętrzną otoczką, co umożliwia im charakterystyczny ruch śrubowy.

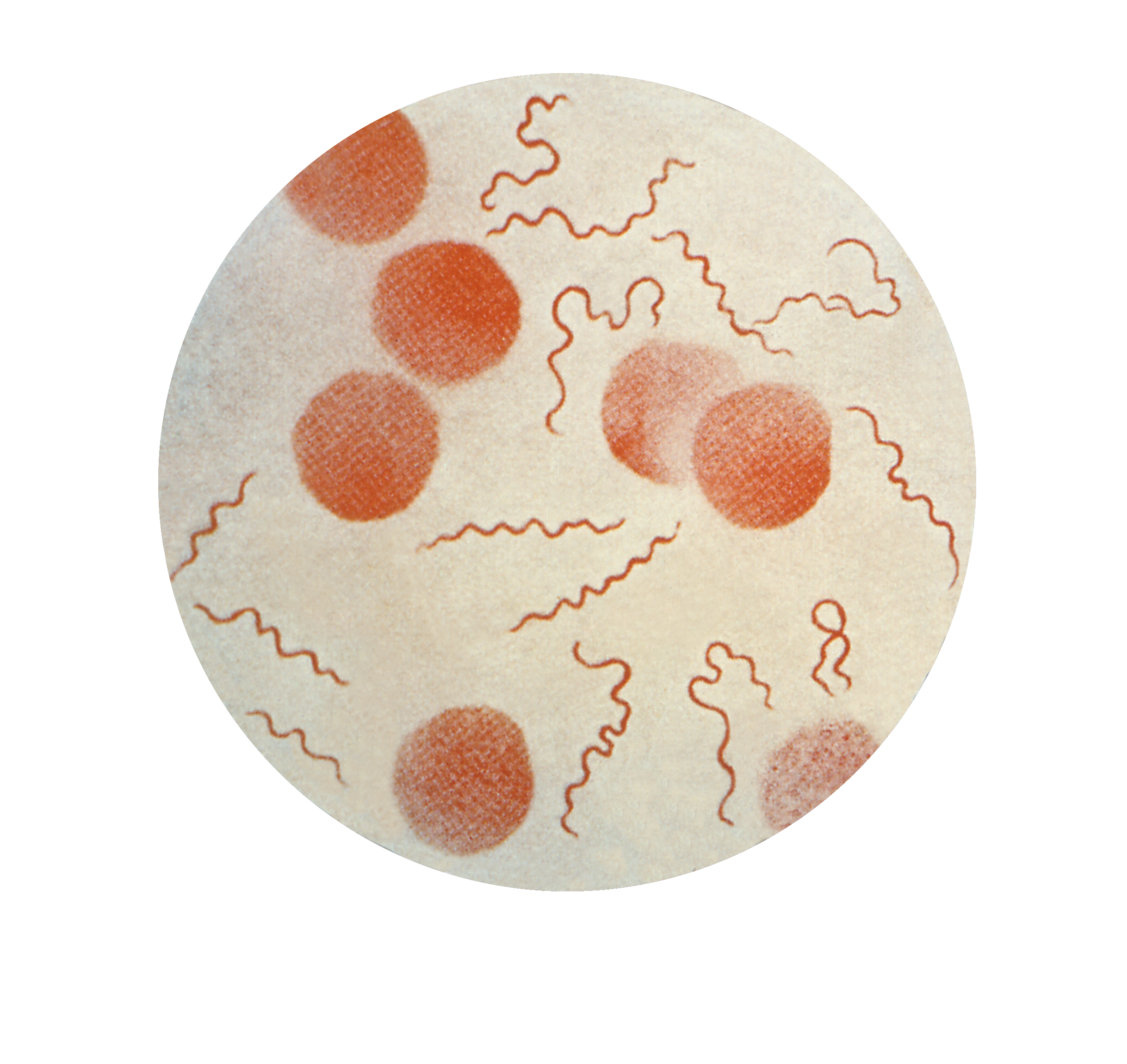
Borrelia recurrentis

## Znaczenie medyczne
Wiele gatunków Borrelia jest patogennych dla człowieka:
- Borrelia burgdorferi – główny czynnik etiologiczny boreliozy z Lyme (choroba z Lyme), przenoszonej przez kleszcze z rodzaju Ixodes.
- Borrelia afzelii i Borrelia garinii – również związane z boreliozą w Europie.
- Borrelia recurrentis – wywołuje nawracającą gorączkę epidemiczną, przenoszoną przez wesz ludzką.
- Inne gatunki powodują postacie endemiczne nawracającej gorączki, przenoszone przez kleszcze.

## Diagnostyka
Diagnostyka zakażeń wywołanych przez Borrelia opiera się głównie na metodach serologicznych (testy ELISA, Western blot), PCR oraz – w przypadku nawracającej gorączki – obserwacji krętków w rozmazie krwi w fazie gorączkowej.

## Leczenie
Zakażenia bakteriami Borrelia są zwykle leczone antybiotykami, takimi jak doksycyklina, amoksycylina lub ceftriakson, w zależności od postaci klinicznej i stadium choroby.

## Gatunki
Wybrane gatunki:
- Borrelia burgdorferi
- Borrelia afzelii
- Borrelia garinii
- Borrelia valaisiana
- Borrelia recurrentis
- Borrelia duttonii